# Првенство СФР Југославије у рагбију 1961.
Првенство СФР Југославије у рагбију 1961. је било 5. издање првенства комунистичке Југославије у рагбију. Играло се по правилима Рагби лиге. 
Титулу је освојио Партизан.

## Учесници
|   | Тим                   | Република | Град    |
| - | --------------------- | --------- | ------- |
| 1 | ХАРК Младост          | Хрватска  | Загреб  |
| 2 | ЈРБ Београд           | Србија    | Београд |
| 3 | Рагби клуб Партизан   | Србија    | Београд |
| 4 | Рагби клуб Нада Сплит | Хрватска  | Сплит   |

## Табела
Табела
|   | Тим          | ИГ | Д | Н | И | ПД | ПП | Б |  |
| - | ------------ | -- | - | - | - | -- | -- | - |  |
| 1 | Партизан     | 3  | 3 | 0 | 0 | 62 | 14 | 6 |  |
| 2 | Нада         | 3  | 2 | 0 | 1 | 19 | 24 | 4 |  |
| 3 | ЈРБ Београд  | 3  | 1 | 0 | 2 | 30 | 25 | 2 |  |
| 3 | ХАРК Младост | 3  | 0 | 0 | 3 | 17 | 57 | 0 |  |

| Шампион Југославије у рагбију 1961. |
| ----------------------------------- |
| Рагби клуб Партизан 3. титула       |